# Cristianismo en el siglo V

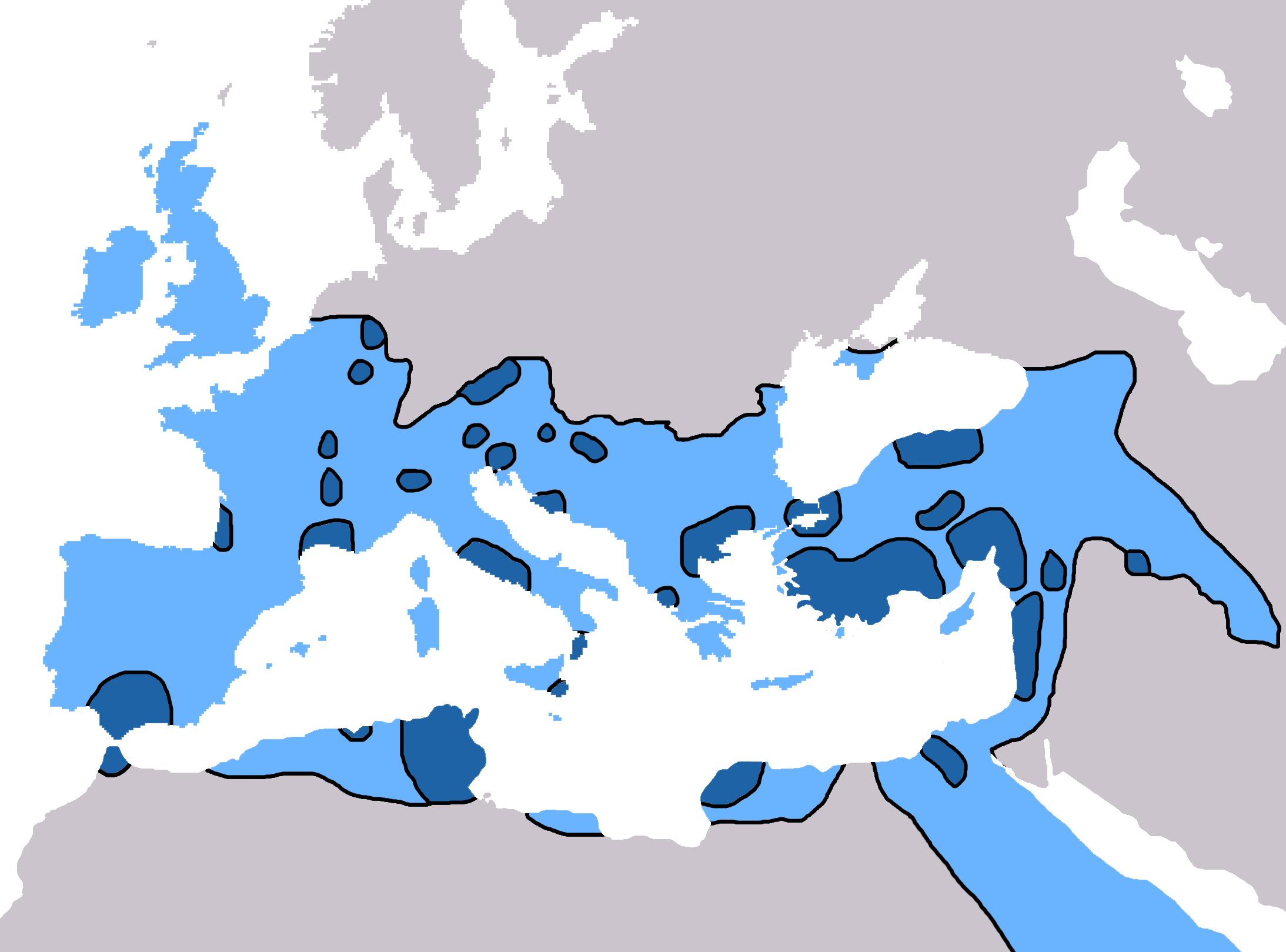
La difusión del cristianismo en 325
La difusión del cristianismo en 600

Durante el  siglo V se produjeron muchos acontecimientos en el Cristianismo que llevaron a una mayor fractura de la Religión estatal del Imperio romano. El emperador Teodosio II convocó dos sínodos en Éfeso, uno en el 431 y otro en el 449, en los que se abordaron las enseñanzas del patriarca de Constantinopla Nestorio y otras similares. Nestorio había enseñado que la naturaleza divina y humana de Cristo eran personas distintas, y por tanto María era la madre de Cristo pero no la madre de Dios. El Concilio rechazó el punto de vista de Nestorio, lo que llevó a muchas iglesias, centradas en la Escuela de Edesa, a un Ruptura nestoriana con la iglesia imperial. Perseguidos dentro del Imperio romano, muchos nestorianos huyeron a Persia y se unieron a la Iglesia del Oriente convirtiéndola así en un centro de nestorianismo. A finales del siglo V, la población cristiana global se estimaba en 10-11 millones. En el año 451 se celebró el Concilio de Calcedonia para aclarar más la cuestión. El concilio declaró finalmente que la naturaleza divina y humana de Cristo estaban separadas, pero ambas formaban parte de una sola entidad, un punto de vista rechazado por muchas iglesias que se llamaban a sí mismas miafisitas. El cisma resultante creó una comunión de iglesias, entre ellas la armenia, la siria y la egipcia, que hoy se conoce como ortodoxia oriental. A pesar de estos cismas, sin embargo, la iglesia imperial seguía representando a la mayoría de los cristianos dentro del Imperio Romano.

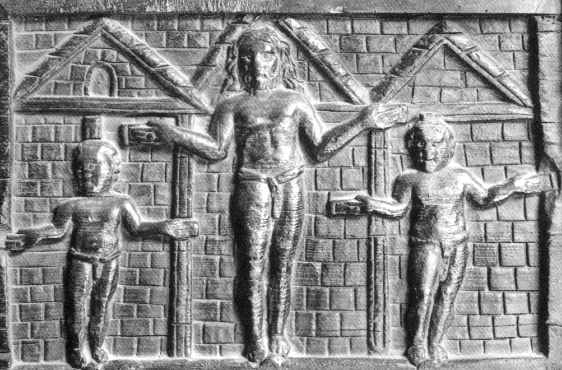
Representación de la Crucifixión en la puerta de madera de la basílica de Santa Sabina (principios del). Se ha solido considerar como la representación más antigua que se ha conservado de la Crucifixión de Cristo. En ella la madera de la cruz está representada sólo de modo alusivo. Cristo aparece con los brazos extendidos a derecha e izquierda del cuerpo, un gesto de vencedor que fue prefigurado por Moisés durante la victoria sobre los amalecitas, según relata el libro del Exodo. Como ha señalado Paul Veyne, en el cristianismo primitivo «la Cruz era símbolo no de suplicio, sino de victoria, tropaeum Passionis, triumphalem crucem [‘la cruz triunfal, ese trofeo de la Pasión’, Prudencio]. No se tenía continuamente ante los ojos la Pasión y la muerte de Cristo. No era la víctima expiatoria, el sacrificio del Crucificado en el Calvario lo que provocaba conversiones, sino el triunfo del Resucitado sobre la muerte».

A finales del siglo IV, el Imperio Romano se había dividido efectivamente en dos estados, aunque su economía y la Iglesia seguían fuertemente unidas. Las dos mitades del imperio siempre habían tenido diferencias culturales, en particular ejemplificadas por el uso generalizado de la lengua griega en el Imperio de Oriente y el uso más limitado del griego en Occidente (el griego se utilizaba en Occidente pero el latín lo estaba desplazando como lengua vernácula hablada). En el siglo V, los eruditos de Occidente empezaron a abandonar el griego en favor del uso del latín. Los Iglesia en Roma, en particular, comenzaron a fomentar el uso del latín en las provincias occidentales y publicaron la Vulgata de san Jerónimo, la primera traducción autorizada de la Biblia en latín.
Al mismo tiempo que se producían estos cambios, el Imperio de Occidente comenzaba a decadencia rápidamente. Las tribus germánicas, especialmente los godos, conquistaron gradualmente las provincias occidentales. Las tribus germánicas arrianas establecieron sus propios sistemas de iglesias y obispos en las provincias occidentales, pero en general fueron tolerantes con los que decidieron permanecer fieles a la iglesia imperial.

## Concilios ecuménicos
El Concilio de Éfeso en 431 y el Concilio de Calcedonia en 451 provocaron el cisma con la Iglesia de Oriente y el cisma con las iglesias Miafisitas. Este último cisma estableció lo que hoy se conoce como Ortodoxia Oriental.

### Primer Concilio de Éfeso
Teodosio II convocó un concilio para resolver la controversia nestoriana. Nestorio, Patriarca de Constantinopla, se opuso al uso del término Theotokos (griego Η Θεοτόκος, "portador de Dios"). Este término había sido utilizado durante mucho tiempo por los escritores ortodoxos, y estaba ganando popularidad junto con la devoción a María como Madre de Dios. Se dice que enseñó que había dos personas separadas en el Cristo encarnado, aunque se discute si realmente enseñó esto. Cirilo de Alejandría acusó que esta enseñanza de Nestorio implicaba que había habido de hecho dos Jesucristo; un Cristo era un hombre nacido de la virgen María y el otro era divino y no nacido pero también Jesucristo.
Cirilo de Alejandría consideraba que la encarnación de Dios en la persona de Jesucristo era tan poderosa desde el punto de vista místico que se extendía desde el cuerpo del hombre-Dios al resto de la raza, para reconstituir la naturaleza humana en una condición agraciada y deificada de los santos (Jesucristo como el nuevo Adán), que prometía la inmortalidad y la transfiguración a los creyentes. Nestorio, en cambio, veía la encarnación principalmente como un ejemplo moral y ético para los fieles, para seguir las huellas de Jesús. Cirilo insistió repetidamente en la simple idea de que era Dios quien caminaba por las calles de Nazaret (de ahí que María fuera Theotokos o Madre de Dios), y Dios quien había aparecido en una humanidad transfigurada (véase la teofanía). Nestorio hablaba de los distintos 'Jesús el Hombre' y 'el Logos divino' en formas que Cirilo pensaba que eran demasiado dicotómicas, ampliando la brecha ontológica entre el hombre y Dios de una manera que aniquilaría la persona (hipóstasis) de Cristo una posición denominada diofisita.
El concilio depuso a Nestorio, repudió el nestorianismo y proclamó a la Virgen María como Theotokos.
Después de citar el Credo de Nicea en su forma original, como en el Primer Concilio de Nicea, sin las alteraciones y adiciones hechas en el Primer Concilio de Constantinopla, declaró "ilícito para cualquier hombre presentar, o escribir, o componer una Fe diferente (ἑτέραν) como rival de la establecida por los santos Padres reunidos con el Espíritu Santo en Nicea..

### Concilio de Calcedonia
El Concilio de Calcedonia tuvo lugar del 8 de octubre al 1 de noviembre de 451, en Calcedonia (una ciudad de Bitinia en Asia Menor). Fue el cuarto de los siete primeros concilios ecuménicos y, por tanto, es reconocido como infalible en sus definiciones dogmáticas por las iglesias católica romana y ortodoxa bizantina.
Calcedonia fue convocada para responder a las preocupaciones planteadas por primera vez en noviembre de 448, en un sínodo en Constantinopla, que condenó a Eutiques por su falta de ortodoxia. Un archimandrita de un gran monasterio constinapolitano, Eutiques enseñaba una posición cristológica en el extremo opuesto a la de Nestorio, a saber, que Cristo no era consustancial con la humanidad. Para zanjar la cuestión, en el año 449 se celebró el Segundo Concilio de Éfeso, en el que Eutiques fue exonerado y devuelto a su monasterio. Aunque pretendía ser un concilio ecuménico, este concilio no fue convocado con suficiente antelación para que los obispos occidentales pudieran asistir, y posteriormente fue tildado de "concilio ladrón" por el Concilio de Calcedonia.
El Concilio de Calcedonia repudió a Eutiques y su doctrina del monofisitismo, describió y delineó la "unión hipostática" y las dos naturalezas de Cristo, humana y divina. También adoptó el Credo de Calcedonia, que describe la "plena humanidad y plena divinidad" de Jesús, la segunda persona de la Santísima Trinidad.

## Cisma de Oriente

### Nestorianismo

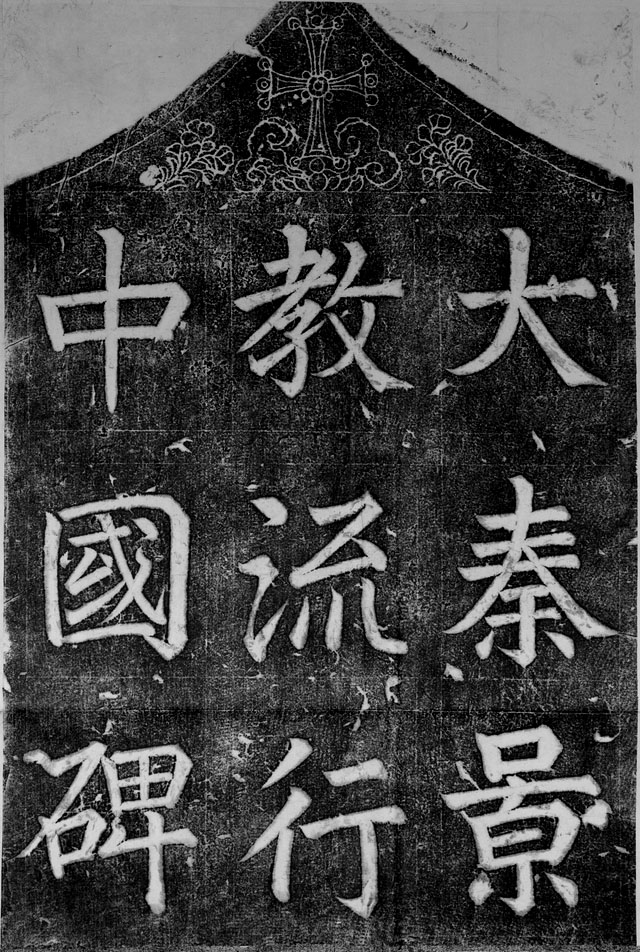
Detalle de la estela nestoriana

Las iglesias nestorianas son iglesias cristianas orientales que mantienen la fe de sólo los dos primeros concilios ecuménicos, es decir, el Primer Concilio de Nicea y el Primer Concilio de Constantinopla. "Nestoriano" es un término ajeno a una tradición anterior a la influencia de Nestorio. Así, "Iglesia Asiria de Oriente" es un término más neutral.
El cisma nestoriano fue el primer cisma importante de las Iglesias orientales y se abordó con el Concilio de Éfeso.

### Ortodoxia oriental

Cruz copta

La Ortodoxia Oriental se esfuerza por mantener la fe de los siete concilios ecuménicos. Por el contrario, el término "Ortodoxia Oriental" se refiere a las iglesias de las tradiciones del Cristianismo Oriental que mantienen la fe de sólo los tres primeros concilios ecuménicos -el Primer Concilio de Nicea, el Primer Concilio de Constantinopla y el Concilio de Éfeso- y rechazaron las definiciones dogmáticas del Concilio de Calcedonia. A veces se le llama ortodoxa griega para distinguirla del Patriarcado Ortodoxo Copto de Alejandría. En Egipto, los miembros del Patriarcado Ortodoxo Griego también se llamaban melquita, porque permanecían en comunión con el Patriarca de Constantinopla.
A los ortodoxos orientales también se les denomina a veces "monofisitas", "no calcedonianos" o "anticalcedonianos", aunque hoy en día la Iglesia Ortodoxa Oriental niega ser monofisita y prefiere el término "miafisita" para denotar la naturaleza "unida" de Jesús. El dogma elegido por los ortodoxos orientales fue interpretado como expresión de que Jesucristo tenía dos naturalezas (humana y divina) que se unificaban hipostáticamente en una una sola naturaleza. Esto fue interpretado desde la posición bizantina como un argumento que disminuía enormemente la realidad humana de Cristo, al hacer también de la voluntad humana de Cristo una no de libre albedrío.
Los que no estaban de acuerdo con las conclusiones del Concilio de Calcedonia se conocen hoy como la Iglesia Ortodoxa Copta de Alejandría. Esto incluía a la Iglesia ortodoxa de Etiopía y a la Iglesia Ortodoxa Armenia. Hubo una división similar en Siria (Patriarcado de Antioquía) en la Iglesia Ortodoxa Griega de Antioquía y la Iglesia Ortodoxa Siria.

## Padres postnicenos

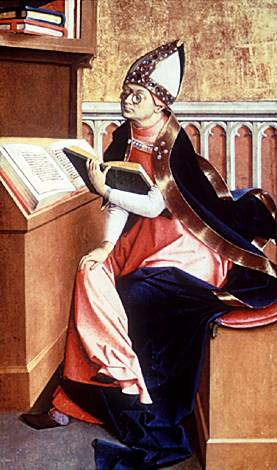
San Augustín

El cristianismo de la Antigüedad tardía produjo un gran número de Padres de renombre que escribieron volúmenes de textos teológicos, como Augustino, Gregorio Nacianzo, Cirilo de Jerusalén, Ambrosio de Milán, Jerónimo, y otros. El resultado fue una edad de oro de la actividad literaria y académica. Algunos de estos padres, como Juan Crisóstomo y Atanasio, sufrieron el exilio, la persecución o el martirio de los heréticos emperadores bizantinos. Muchos de sus escritos están traducidos al castellano en las compilaciones de Padres nicenos y post-nicenos.
Los Padres de la Iglesia, Padres de la Iglesia Primitiva o Padres de la Iglesia son los primeros e influyentes teólogos y escritores de la Iglesia cristiana, especialmente los de los cinco primeros siglos de la historia del cristianismo. El término se utiliza para referirse a los escritores y maestros de la Iglesia, no necesariamente a los santos. Los maestros en particular también son conocidos como doctores de la Iglesia, aunque Atanasio los llamó hombres de poco intelecto.

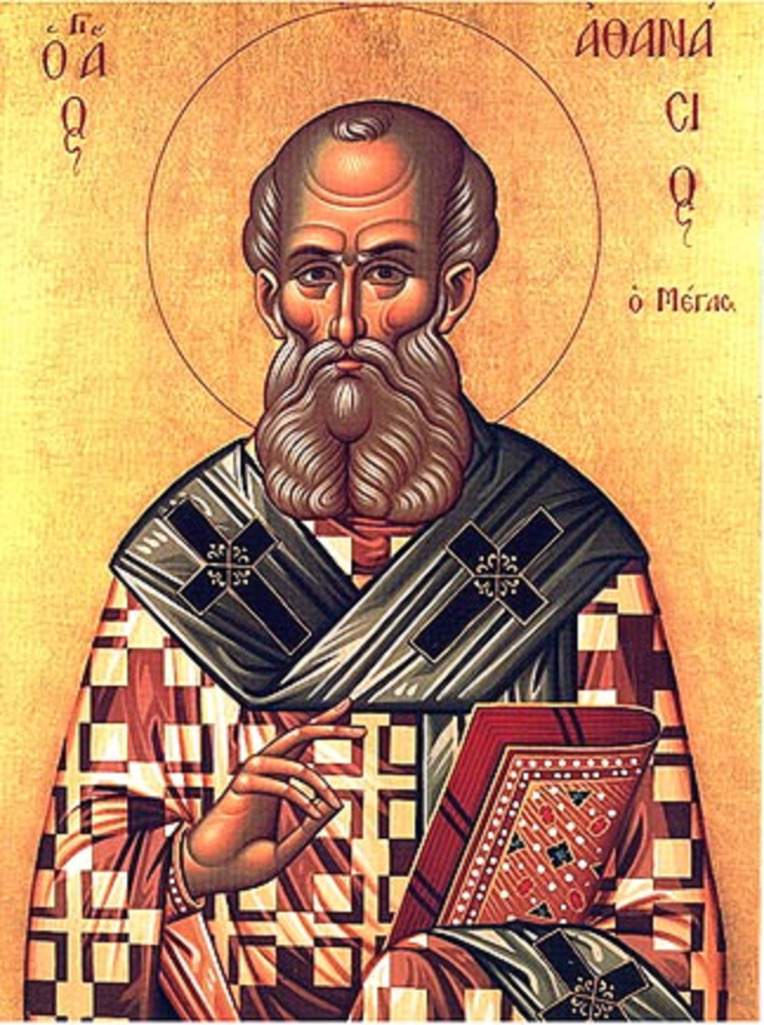
San Atanasio, representado con un libro, símbolo iconográfico de la importancia de sus escritos.

### Padres griegos
Los que escribieron en griego se llaman Padres griegos (de la Iglesia). Los Padres griegos más famosos son: Ireneo de Lyon, Clemente de Alejandría, el heterodoxo Orígenes, Atanasio de Alejandría, Juan Crisóstomo, Cirilo de Alejandría y los Padres Capadocios Basilio de Cesarea, Gregorio Nacianceno, Pedro de Sebaste y Gregorio de Nisa.

### Padres capadocios
Los Capadocios promovieron la teología cristiana primitiva y son muy respetados en las iglesias occidentales y orientales como santos. Fueron una familia de monástica del siglo IV dirigida por Santa Macrina la Joven para proporcionar un lugar central para que sus hermanos estudiaran y meditaran, y también para proporcionar un refugio tranquilo a su madre. La abadesa Macrina fomentó la educación y el desarrollo de tres hombres que colectivamente fueron designados como los Padres Capadocios: Basilio el Grande que fue el segundo mayor de los hermanos de Macrina (el primero fue el famoso jurista cristiano Naucracio) y que llegó a ser obispo; Gregorio de Nisa que también llegó a ser obispo de la diócesis asociada a partir de entonces con su nombre; y Pedro de Sebaste que fue el más joven de los hermanos de Makrina y más tarde llegó a ser obispo de Sebaste.
Estos eruditos, junto con Gregorio Nacianceno, se propusieron demostrar que los cristianos podían mantener conversaciones con intelectuales eruditos de habla griega y que la fe cristiana, aunque estaba en contra de muchas de las ideas de Platón y Aristóteles (y otros filósofos griegos), era un movimiento casi científico y distintivo cuyo centro era la curación del alma del hombre y su unión con Dios— uno de los mejores representados por el monasticismo. Hicieron importantes contribuciones a la definición de la Santísima Trinidad finalizada en el Primer Concilio de Constantinopla en 381 y a la versión final del Credo de Nicea que se formuló allí.
Tras el Primer Concilio de Nicea, el arrianismo no desapareció sin más. Los semiarrianos enseñaban que el Hijo es de sustancia semejante al Padre (homoiosios), frente a los arrianos directos que enseñaban que el Hijo era distinto al Padre (heterousio). Así que el Hijo era "como" el Padre, pero no de la misma esencia que el Padre.
Los capadocios trabajaron para que estos semiarrianos volvieran a la causa ortodoxa. En sus escritos utilizaron ampliamente la fórmula "tres sustancias (hipóstasis) en una sola esencia (Consubstancialidad)", y así reconocieron explícitamente una distinción entre el Padre y el Hijo (una distinción que Nicea había sido acusada de difuminar), pero al mismo tiempo insistieron en su unidad esencial.

### Cirilo de Alejandría
Cirilo de Alejandría fue el obispo de Alejandría cuando la ciudad estaba en su apogeo de influencia y poder dentro del Imperio Romano. Cirilo escribió mucho y fue uno de los principales protagonistas de las controversias cristológicas de los últimos siglos IV y V. Fue una figura central en el Primer Concilio de Éfeso. Cirilo se cuenta entre los Padres de la Iglesia y los Doctores de la Iglesia, y su reputación dentro del mundo cristiano ha dado lugar a sus títulos de "Pilar de la Fe" y "Sello de todos los Padres".

### Juan Crisóstomo
Juan Crisóstomo, arzobispo de Constantinopla, es conocido por su elocuencia en la predicación y la oratoria, su denuncia del abuso de autoridad tanto de los líderes eclesiásticos como políticos, la Divina Liturgia de San Juan Crisóstomo, y su ascesis sensibilidad. Después de su muerte (o según algunas fuentes, durante su vida) se le dio el apellido griego chrysostomos, que significa "boca de oro", traducido en inglés como Chrysostom.
Crisóstomo es conocido dentro del cristianismo principalmente como predicador, teólogo y liturgista, especialmente en la Iglesia Ortodoxa Oriental. Fuera de la tradición cristiana, Crisóstomo es conocido por ocho de sus sermones que desempeñaron un papel considerable en la historia del Antisemitismo cristiano y que fueron ampliamente utilizados por los nazis en su campaña ideológica contra los judíos.

### Padres latinos
Aquellos padres que escribieron en latín se denominan Padres Latinos (de la Iglesia). Entre ellos se encuentran Tertuliano (que más tarde se convirtió al montanismo), Cipriano de Cartago, Gregorio Magno, Agustín de Hipona, Ambrosio de Milán y Jerónimo.

### Jerónimo
San Jerónimo es más conocido como el traductor de la Biblia del griego y del hebreo al latín. También fue un apologista cristiano. La edición de Jerónimo de la Biblia, la Vulgata, sigue siendo un texto importante de la Iglesia Católica Romana. Está reconocido por la Iglesia Católica Romana como Doctor de la Iglesia.

### Agustín de Hipona
San Augustino, obispo de Hipona, fue un filósofo y teólogo. Agustín es una de las figuras más importantes en el desarrollo del cristianismo occidental. Agustín estuvo radicalmente influenciado por el platonismo. Enmarcó los conceptos de pecado original y guerra justa tal y como se entienden en Occidente. Cuando Roma cayó y la fe de muchos cristianos se tambaleó, Agustín desarrolló el concepto de la Iglesia como una La ciudad de Dios espiritual, distinta de la Ciudad del Hombre material. La obra de Agustín definió el inicio de la medieval visión del mundo, una perspectiva que luego fue firmemente establecida por el papa Gregorio Magno.
Agustín nació en la actual Argelia de madre cristiana, Santa Mónica. Fue educado en África del Norte y se resistió a las peticiones de su madre para que se hiciera cristiano. Tomó una concubina y se convirtió en un maniqueo. Más tarde se convirtió al cristianismo, se convirtió en obispo y se opuso a las herejías, como la creencia de que las personas pueden merecer la salvación por ser buenas. Sus obras—incluyendo Las Confesiones, que a menudo se llama la primera autobiografía occidental—todavía se leen en todo el mundo. Además, creía en la supremacía papal.

## Desarrollo hacia una pentarquía
En el siglo VI, concretamente bajo Justiniano I, el eclesiástico había evolucionado hacia una jerarquía "pentarquía" o sistema de cinco sedes (más tarde llamadas patriarcados), con un orden de precedencia establecido. A Roma, como antigua capital y otrora mayor ciudad del imperio, se le otorgó la presidencia o primacía de honor dentro de la pentarquía en que se dividía entonces la cristiandad; aunque el cristianismo ortodoxo sostenía y sostiene que el patriarca de Roma es el "primero entre los iguales". Constantinopla era la segunda en precedencia como nueva capital del imperio.
El concilio de Calcedonia concedió a su arzobispo jurisdicción sobre las tres provincias mencionadas por el Primer Concilio de Constantinopla. El concilio también ratificó un acuerdo entre Antioquía y Jerusalén, por el que Jerusalén tenía jurisdicción sobre tres provincias, situándola entre las cinco grandes sedes.

### Crecientes tensiones entre Oriente y Occidente
Los desacuerdos que condujeron al Gran Cisma comenzaron a hacerse evidentes ya en el siglo IV. Aunque el año 1054 es la fecha que se suele dar para el inicio del Gran Cisma, en realidad no hay una fecha concreta en la que se produjera el cisma. Lo que realmente ocurrió fue una compleja cadena de acontecimientos cuyo punto culminante fue el saqueo de Constantinopla por la Cuarta Cruzada en 1204.
Los acontecimientos que condujeron al cisma no fueron exclusivamente de naturaleza teológica. Las diferencias culturales, políticas y lingüísticas se mezclaron a menudo con las teológicas. A diferencia de la Iglesia Ortodoxa Copta de Alejandría o la Iglesia Apostólica Armenia, que se separaron en el siglo V, las partes oriental y occidental de la Iglesia permanecieron fieles a su fe y a la autoridad de los siete concilios ecuménicos. Estaban unidas, en virtud de su fe y tradición comunes, en "una sola Iglesia", ya que trataban a las iglesias disidentes como heréticas.
Algunos estudiosos han argumentado que el cisma entre Oriente y Occidente tiene raíces muy antiguas y que se produjeron cismas esporádicos en las uniones comunes, como bajo el papa Dámaso I (siglos IV y V).

### Papado
Aunque los orígenes del concepto de primacía papal son históricamente oscuros, el Papa León I expresó la doctrina de que el obispo de Roma era el heredero legal de San Pedro y afirmó que incluso Dióscoro I de Alejandría debía deferirse a Roma.

## Difusión del cristianismo

### Período de migración
El Período Migratorio, también llamado Invasiones Bárbaras o Völkerwanderung (Alemán para "vagabundeo de los pueblos"), fue un período de migración humana que ocurrió aproximadamente entre el 300 y el 700 en Europa, marcando la transición de la Antigüedad tardía a la Alta Edad Media. Estos movimientos fueron catalizados por profundos cambios tanto dentro del Imperio Romano como en la llamada "frontera bárbara". Entre los pueblos que emigraron durante este periodo se encuentran los godos, los vándalos, los alanos iraníes, los búlgaros turcos, los suevos, los frisones y los francos, entre otras tribus germánicas, iraníes, turcas y eslavas.
Tras el Saqueo de Roma por parte de los godos invasores europeos, Roma se deslizó hacia la Edad Oscura que afectó a la mayor parte de Europa Occidental y quedó cada vez más aislada e irrelevante para las iglesias del este y el sur del Mediterráneo. Esta era una situación que convenía y agradaba a muchos de los patriarcas y obispos de esas iglesias.

### Difusión del cristianismo
En el siglo IV algunas tribus germánicas orientales, especialmente los godos, adoptaron el arrianismo. A partir del siglo VI, las tribus germánicas fueron convertidas (y reconvertidas) por misioneros de la Iglesia católica romana, primero entre los francos, tras la conversión al catolicismo de Clodoveo I en 496. En el año 498 (también son posibles los años 497 o 499) se dejó bautizar en Reims. Con este acto, el reino franco se convirtió en cristiano, aunque habría que esperar hasta el siglo VII para que la población abandonara algunas de sus costumbres paganas. Esto fue típico de la cristianización de Europa. La conversión de las Occidentales y de las Tribus germánicas orientales tuvo lugar "de arriba abajo", en el sentido de que los misioneros tenían como objetivo convertir primero a la nobleza germánica, que luego impondría su nueva fe a la población en general

### Irlanda
La primera zona no romana que adoptó el monacato fue Irlanda, que desarrolló una forma única estrechamente vinculada a las relaciones tradicionales de clan, sistema que posteriormente se extendió a otras partes de Europa, especialmente a Francia. 
Los primeros asentamientos monásticos en Irlanda surgieron a finales del siglo V. La primera fundadora identificable de un monasterio fue Santa Brígida, una santa que se situó junto a San Patricio como figura principal de la iglesia irlandesa. El monasterio de Kildare era un monasterio doble, con hombres y mujeres gobernados por la abadesa, un patrón que se encuentra en otras fundaciones monásticas.
Por lo general, los monasterios irlandeses se establecían mediante concesiones de tierras a un abad o abadesa que procedía de una familia noble local. El monasterio se convertía en el centro espiritual de la tribu o grupo familiar. Los abades y abadesas sucesivos eran miembros de la familia del fundador, una política que mantenía las tierras monásticas bajo la jurisdicción de la familia (y se correspondía con la tradición jurídica irlandesa, que sólo permitía la transferencia de tierras dentro de una familia).
Irlanda era una sociedad rural de caciques que vivían en el campo. No había lugar social para los líderes urbanos, como los obispos. En los monasterios irlandeses, el abad (o la abadesa) era supremo, pero, de acuerdo con la tradición cristiana, los obispos seguían desempeñando importantes funciones sacramentales (en la Iglesia primitiva, los obispos eran quienes bautizaban a los nuevos conversos para incorporarlos a la Iglesia). En Irlanda, el obispo solía estar subordinado al abad (o en igualdad de condiciones con él) y a veces residía en el monasterio bajo la jurisdicción del abad.
El monacato irlandés mantenía el modelo de comunidad monástica al tiempo que, como Juan Casiano, marcaba la vida contemplativa del ermitaño como la forma más elevada de monacato. Las vidas de los santos hablan con frecuencia de monjes (y abades) que se alejan del monasterio para vivir aislados de la comunidad.
Las reglas monásticas irlandesas especifican una vida severa de oración y disciplina en la que la oración, la pobreza y la obediencia son los temas centrales. Sin embargo, los monjes irlandeses no temían el aprendizaje del pagano. Los monjes irlandeses necesitaban aprender una lengua extranjera, el latín, que era la lengua de la Iglesia. Así, leían textos latinos, tanto espirituales como profanos, con un entusiasmo del que carecían sus contemporáneos del continente. A finales del siglo VII, las escuelas monásticas irlandesas atraían a estudiantes de Inglaterra y de Europa.

### Francos
Los francos y su dinastía gobernante merovingia que habían emigrado a la Galia desde el siglo III habían permanecido paganos al principio. Sin embargo, en la Navidad de 498,, Clodoveo I tras su victoria en la Batalla de Tolbiac (496) se convirtió a la fe ortodoxa de la Iglesia romana y se dejó bautizar en Reims. Los detalles de este acontecimiento han sido transmitidos por Gregorio de Tours.
La esposa de Clodoveo I, Clotilde era católica romana y tuvo un papel importante en la conversión de su marido. Mucho antes de su bautismo, Clodoveo había permitido que sus hijos fueran bautizados. Sin embargo, la razón decisiva para que Clodoveo adoptara la creencia cristiana fue la ayuda espiritual en la batalla que recibió de Cristo. En la Batalla de Tolbiac llegó a tener tales dificultades que rezó a Cristo para que le diera la victoria. Clodoveo salió victorioso, y después se hizo instruir en la fe cristiana por San Remigio.
Que un comandante en jefe atribuya su victoria al Dios cristiano es un motivo recurrente desde el cambio constantiniano. Aunque el Nuevo Testamento no menciona en ninguna parte que la ayuda divina en la batalla pudiera obtenerse de Cristo, la cruz cristiana era conocida como trofeo para otorgar la victoria desde Constantino I y la Batalla del Puente Milvio.
Sin embargo, que un pagano como Clodoveo, pudiera pedir ayuda a Cristo también muestra la adaptabilidad del politeísmo germánico. En la tradición germánica, si Odín fallaba, uno podía absolutamente intentarlo con Cristo por una vez. El sentido cristiano de exclusividad religiosa, como es obvio desde el No tendrás otros dioses antes de mí (Primer Mandamiento), era desconocido para los paganos. Como resultado, los paganos podían ser pragmáticos y casi utilitarios en sus decisiones religiosas. Un buen ejemplo de ello son varios Martillo de Thor con cruces grabadas, llevados como amuleto, que los arqueólogos han encontrado en Escandinavia. Otro hecho ejemplar ocurrió durante la segunda estancia de Ansgar en Birka: Un sacerdote pagano exigió a los lugareños que no participaran en el culto al Dios cristiano extranjero. Si aún no tenían suficientes dioses, debían elevar a uno de sus reyes fallecidos, Erik, a dios.
El bautismo de Clodoveo I también pone de manifiesto el papel sagrado del rey germánico. Un rey germánico ocupaba el más alto cargo religioso para su pueblo. Se le veía como de ascendencia divina, era el líder del culto religioso y era responsable de la fertilidad de la tierra y de la victoria militar. En consecuencia, la conversión de su líder tenía un fuerte impacto en su pueblo. Si él consideraba apropiado adoptar la creencia cristiana, esto también era una buena idea para ellos.
Así, el cristianismo germánico primitivo se presentaba como una alternativa al paganismo germánico nativo y se sincretizaban elementos, por ejemplo, los paralelismos entre Woden y Cristo. Una ilustración de estas tendencias es el poema en anglosajón Sueño de la Roda, en el que Jesús es encarnado en el modelo heroico de un guerrero germánico, que se enfrenta a su muerte con impávida e incluso ansiosa. La Cruz, hablando como si fuera un miembro de la banda de criados de Cristo, acepta su destino mientras ve morir a su Creador, y luego explica que la muerte de Cristo no fue una derrota sino una victoria. Esto se corresponde directamente con los ideales paganos germánicos de lealtad al señor.

### Iglesia Ortodoxa Georgiana
La Iglesia ortodoxa georgiana se independizó en el año 466 cuando el Patriarcado de Antioquía elevó al obispo de Mtskheta al rango de "Catholicos de Kartli".